# Ценовая стабильность
Ценовая стабильность (англ. price stability) или стабильность цен — достижение и поддержание центральным банком устойчивой и низкой инфляции в долгосрочном периоде.

## Определение
Под ценовой стабильностью понимается столь незначительный прирост цен, что он не принимается экономическими агентами в расчет при принятии решений. В идеале ценовая стабильность могла бы означать нулевую инфляцию, однако по ряду причин, среди которых ошибки статистики и запаздывание в обновлении информации, центральные банки не стремятся достигнуть нулевого прироста цен. На практике ценовая стабильность означает не столько нулевое, сколько небольшое положительное значение прироста индекса цен до 2-4% в течение длительного периода. Центральный банк стремится сократить темпы прироста цен до нужного уровня и в дальнейшем сохранять низкую, устойчивую и предсказуемую инфляцию. Центральный банк также должен избегать дефляции (т.е. снижения общего уровня цен), поскольку это тоже является отклонением от ценовой стабильности.

## Ценовая стабильность как цель центральных банков
В законодательстве о центральных банках ценовая стабильность прописана как конечная цель их деятельности. Цель может формулироваться как «ценовая стабильность» (price stability), «стабильность цен» (stability of prices) или «стабильная цена» (stable price). Согласно данным МВФ на 2016 г. в 127 из 154 странах (82%) ценовая стабильность фигурирует в законодательстве о центральном банке.
Конечная цель деятельности центрального банка может определяться как
1. моноцель (без других целей),
2. ценовая стабильность вместе с вспомогательными макроэкономическими целями
3. множественность целей (ценовая стабильность имеет такой же приоритет, как и другие макроэкономические цели).

Ценовая стабильность как моноцель центрального банка получила распространение в Европе благодаря унификации законодательства в еврозоне, где каждый центральный банк должен иметь единое со всеми определение ценовой стабильности. Множественность целей, в большей степени, распространена в Азии и Латинской Америке. Как правило, множественность целей предпочитают страны с низким уровнем дохода или уровнем дохода ниже среднего.
Таблица. Конечные цели центральных банков, по состоянию на 2016 год.
| Конечная цель                                                                                            | Доля стран |
| --- | ---------- |
| 1. Ценовая стабильность, в т.ч.                                                                          | 57%        |
| 1.1. ценовая стабильность как моноцель                                                                   | 19%        |
| 1.2. ценовая стабильность с вспомогательными макроэкономическими целями                                  | 53%        |
| 1.3. ценовая стабильность наряду с другими макроэкономическими целями                                    | 28%        |
| 2. Цель, эквивалентная ценовой стабильности ("внутренняя покупательная способность национальной валюты") | 13%        |
| 3. Неявная формулировка ценовой стабильности ("денежная стабильность")                                   | 30%        |

## Ценовая стабильность в денежно-кредитной политике Банка России
Согласно статье 3 ФЗ №86-ФЗ «О Центральном банке Российской Федерации (Банке России)» целями деятельности Банка России являются защита и обеспечение устойчивости рубля. Устойчивость национальной валюты рассматривается в двух ракурсах: внутренняя и внешняя. Внутренняя устойчивость предполагает устойчивость ее покупательной способности, то есть устойчивая и низкая инфляция. Внешняя устойчивость означает устойчивость по отношению к другим (иностранным) валютам. Внутренняя и внешняя устойчивости связаны между собой через паритет покупательной способности.
На операционном уровне Банк России по согласованию с Правительством РФ установил среднесрочную цель по инфляции на уровне 4% в год. Количественное значение выбрано исходя из структурных особенностей российской экономики и динамики инфляции в странах — торговых партнерах России. После достижения инфляции в 4% Банк России намерен сохранять ее вблизи заданного уровня в течение неопределенного периода времени.
С точки зрения внешней устойчивости рубля Банк России не устанавливает каких-либо целевых ориентиров по уровню или волатильности валютного курса рубля. Кроме того, Банк России не имеет количественных целей по другим макроэкономическим показателям, в том числе темпам экономического роста.